# キース・ケロッグ
ジョゼフ・キース・ケロッグ・ジュニア（Joseph Keith Kellogg Jr.、1944年5月12日 - ）はアメリカ合衆国の陸軍軍人。最終階級は陸軍中将。国家安全保障問題担当副大統領補佐官、アメリカ国家安全保障会議（NSC）事務局長等を歴任。ネオコンの代表的な論客である。

## 経歴
マイケル・フリン国家安全保障問題担当大統領補佐官の辞任を受け2017年2月13日から2月20日まで同補佐官代行を務めた。2018年のハーバート・マクマスター大統領補佐官解任の際にも後任候補者の一人としてケロッグを検討していると報じられていた。
2018年4月23日、国家安全保障問題担当副大統領補佐官に就任。
2022年3月、ロシアのウクライナ侵攻中に、ウクライナのゼレンスキー大統領の演説を受けてMig-29をウクライナに供与すべきだと主張した。

### ウクライナ・ロシア担当米大統領特使
2024年11月27日、ドナルド・トランプ次期大統領はロシアのウクライナ侵攻の終結に向けた担当特使(トランプのSNSへの投稿を直訳するとウクライナ・ロシア担当特使)にケロッグを起用すると発表した。
2024年2月14日から行われた第61回ミュンヘン安全保障会議に出席、会議期間中に「(停戦交渉に欧州が参加することは）起きないと思う」と発言した。ミュンヘンでの会議の終了後、2月19日にウクライナを訪問、アンドリー・イェルマークウクライナ大統領府長官やウォロディミル・ゼレンスキーウクライナ大統領と会談した。
2025年3月15日、トランプ大統領はケロッグをウクライナ担当特使に指名したと発表した。ロシア担当からは外れる。米NBCニュースによると、ロシアのウラジーミル・プーチン大統領が、ケロッグをウクライナ寄り過ぎると考えているという。米政権当局者は、ウクライナとの戦争終結に向けた交渉にケロッグを関与させたくないと、ロシア側が主張していることを認めた。
2025年4月13日、ロシアによるスームィ州攻撃についてケロッグは、スームィ攻撃は「いかなる良識の枠も越えている」と述べ、ホワイトハウスは紛争終結に引き続き尽力していると述べた。また、「多数の民間人が死傷している。元軍指導者として、私は標的の選定を理解している。これは間違っている」ともコメントした。
2025年6月21日、ベラルーシのアレクサンドル・ルカシェンコ大統領と会談した。会談後、スパイ容疑などで拘束された日本人2人や反政権派指導者のセルゲイ・チハノフスキーを含む14名が解放された。